# فريدريك جونز
فريدريك جونز (بالإنجليزية: Frederick Jones)‏ هو لاعب كرة قدم ومدرب كرة قدم بريطاني، (ولد في ويلز في المملكة المتحدة 1863  م).